# Axila

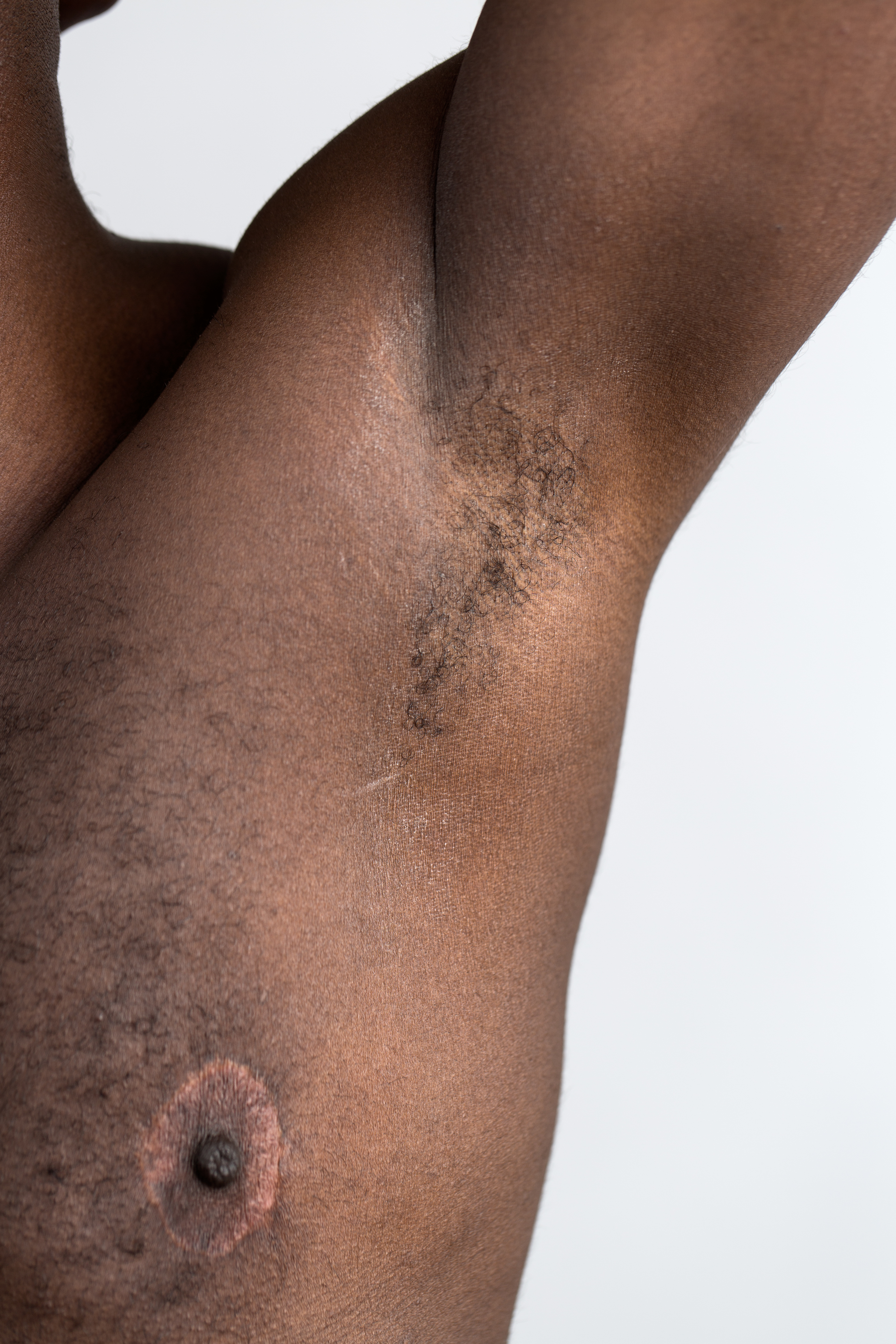
Axila masculina

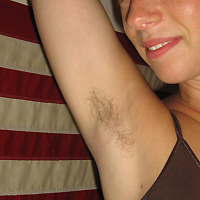
Axila femenina

La axila, sobaco, chivo o xiik' (en Yucatán) es la zona del cuerpo humano que se encuentra debajo de la unión entre el hombro y el brazo, diferenciándose de la ingle, entre la pierna y la cadera.

## Descripción
En esta zona crece vello tanto en hombres como mujeres, a partir de la adolescencia. Las mujeres de diversas culturas lo eliminan por no estar bien visto en las mismas. En el varón, no tener vello axilar, o en otras partes de la anatomía culturalmente parece indicar falta de virilidad o de madurez sexual, por lo mismo en gran parte del mundo no se inculca el afeitado en la zona axilar o incluso en los varones desde la adolescencia que es cuando este vello aparece.
Las axilas son propensas a acumular mal olor debido al contacto o del sudor con las bacterias existentes en la superficie de la piel, existiendo mecanismos para reducirlo, modificarlo o incluso evitarlo, como la asepsia y productos desodorantes. Este mal olor generalmente emula al de la cebolla. Tiene muchos nombres coloquiales como grajo, ala muerta, chucha (en Colombia) o violín (en Venezuela).
La axila posee un continente y un contenido. Su continente está dado por las paredes que delimitan la región (músculos) y el contenido principal es la arteria axilar, la vena axilar y los troncos secundarios del plexo braquial.

## Región Axilar
La axila o región axilar (regio axillaris) es una cavidad de forma piramidal que limita por la parte superior con la fascia axilar, por la parte inferior con la articulación glenohumeral. Está ubicada entre la pared lateral del tórax y el brazo.

### Límites de la axila
- Pared anterior
  - Músculo pectoral mayor y menor
  - Músculo subclavio
  - Fascia pectoral y clavipectoral
- Pared posterior
  - Músculo subescapular
  - Músculo redondo mayor y músculo dorsal ancho
- Pared medial
  - 1° a 4° costilla y músculos intercostales y serrato anterior
- Pared lateral
  - Húmero
  - Músculo coracobraquial

## Contenido
- Arteria axilar  y sus ramas
- Vena axilar  y sus afluentes
- Parte del plexo braquial
- Cinco grupos de axilares ganglios linfáticos   y el asociados a sus  linfáticos
- Nervios torácicos  y nervios intercostobraquiales.
- grasa axilar y tejido areolar  en el que se incrustan los demás contenidos
- Los Ganglios linfáticos de la axila son muy importantes desde el punto de vista patológico, porque el cáncer de mama en hombres y mujeres se extiende a estos ganglios linfáticos fácilmente.

## Axila en botánica
- En botánica se denomina axila al fondo del ángulo superior formado por el pecíolo, o al ángulo de encuentro de dos nerviaciones o la lámina foliar o el pedúnculo con el eje o tallo que lo lleva.